# 库尔唐皮埃尔
库尔唐皮埃尔（法語：Courtempierre，法語發音：[kuʁtɑ̃pjɛʁ]）是法国卢瓦雷省的一个市镇，属于蒙塔日区。

## 地理
库尔唐皮埃尔（48°6'11"N, 2°36'51"E）面积13.3 平方千米，位于法国中央-卢瓦尔河谷大区卢瓦雷省，该省份为法国中北部省份，北起埃松省，西北接厄尔-卢瓦省，西南接卢瓦-谢尔省，南至涅夫勒省和谢尔省，东临约讷省，东北接塞纳-马恩省。
与库尔唐皮埃尔接壤的市镇（或旧市镇、城区）包括：朗东堡、科尔贝耶、米涅尔、米涅雷特、普雷方丹、索迪加蒂奈、加蒂奈地区特雷耶。

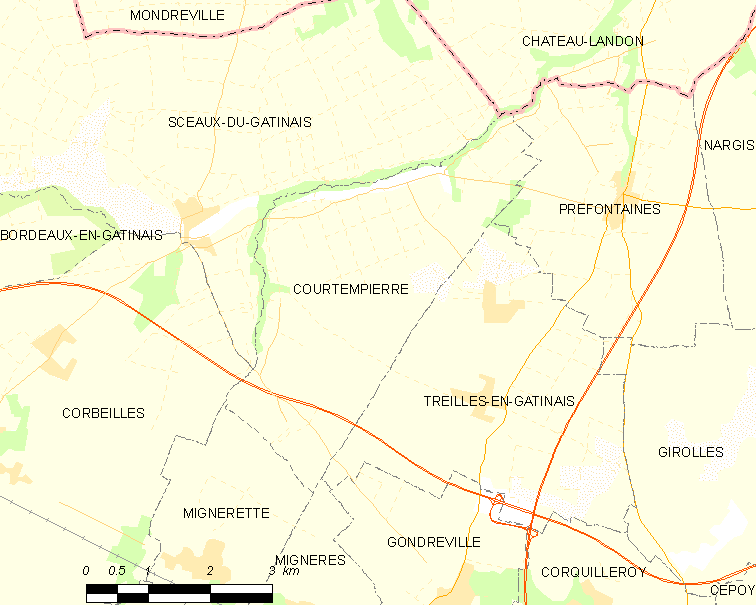
库尔唐皮埃尔的OSM定位图

库尔唐皮埃尔的时区为UTC+01:00、UTC+02:00（夏令时）。

## 行政
库尔唐皮埃尔的邮政编码为45490，INSEE市镇编码为45114。

## 政治
库尔唐皮埃尔所属的省级选区为库特奈县。

## 人口

1962-2008年间库尔唐皮埃尔人口变化图示

库尔唐皮埃尔于2022年1月1日时的人口数量为214人。